# Akademivej Station
|  | Fremtidig bygning Denne artikel omhandler en bygning, der er under opførelse. Det er derfor muligt, at indholdet er af spekulativ natur, og ligeledes, at indholdet kan ændre sig markant efterhånden som flere oplysninger bliver tilgængelige. |

Akademivej Station (DTU) er en kommende letbanestation på Hovedstadens Letbane (Ring 3-letbanen) i Lyngby-Taarbæk Kommune. Stationen kommer til at ligge på Akademivej, umiddelbart øst for krydset med Niels Koppels Allé ved DTU Bygning 358. Den kommer til at ligge på den sydlige siden af vejen og kommer til at bestå af to spor med hver sin perron. Stationen forventes at åbne sammen med den anden del af letbanen mellem Rødovre Nord Station og Lundtofte Station i sommeren 2026.